# Tuerkayana rotundum
Tuerkayana rotundum là một loài cua cạn thuộc họ Cua cạn có ở vùng Thái Bình Dương.